# Luigi D’Amore
Luigi D’Amore ist ein italienischer Klassischer Archäologe.
Luigi D’Amore promovierte in Klassischer Archäologie und war zeitweise Assistent von Amedeo Maiuri. Er ist vor allem für seine Forschungen zu Stabiae bekannt, wo er Direktor der Ausgrabungen war. Von Anfang 1976 bis April 1977 war er Soprintendente aggiunto nella Soprintendenza archeologica di Napoli e Caserta und damit verantwortlich für die archäologischen Forschungen nicht nur in Stabiae, sondern auch in Pompeji, Herculaneum, Oplontis und Boscoreale. Anders als in Stabiae konnte er hier keinen dauernden Eindruck hinterlassen. Er folgte in diesem Amt Alfonso De Franciscis nach und wurde selbst nach 100 Tagen wieder durch Fausto Zevi abgelöst. In Stabiae folgte ihm Carlo Giordano als Leiter der Ausgrabungen.